# الليلة الكبيرة (فلم)
الليلة الكبيرة فيلم دراما مصري من إنتاج سنة 2015. الفيلم من إخراج سامع عبد العزيز، وتأليف أحمد عبد الله، وإنتاج أحمد السبكي، ومن بطولة عمرو عبد الجليل، وأحمد رزق، وزينة، وسمية الخشاب، ووفاء عامر، وأيتن عامر. بدأ تصوير الفيلم في منتصف شهر يناير 2015، وتم الإنتهاء من تصويره في مارس 2015.

## القصة
الليلة الكبيرة لسيدى عرش الدين، وقد تجمع المريدين من كل حدب، ولكل منهم هدفه من الزيارة، وحلقات ذكر وإنشاد ديني وألعاب سيرك ومخدرات وممارسة الفحشاء، وأسواق لخدمة الزوار.
نشاهد الست أمينة بنت هاجر (سميحة أيوب) المنجذبة للمقام تطمع بالشفاعة بعد خطيئتها في شبابها، والمتصوف الدكتور (محمود الجندى) الذي يحاول إسباغ سيطرته على الضريح لفرض فكره المتخلف على البسطاء بدعوي الشفاعة، وألمهم النية، ويواجهه إبراهيم (علاء مرسى) المؤمن البسيط، والمتردد مابين الدين الصحيح والجهل، وخادم الضريح (صبرى فواز) المنجذب مؤمنا بالكرامات والبركات، ومديحة (زينة) أم البنات المغلوبة على أمرها، جاءت مع أمها (وفاء عامر) لتستجدى الولد، حتى لايضيع الميراث وسط أهل زوجها إسماعيل (أحمد وفيق) الذي ترك أرضه في رعاية أخيه جابر (على حمدى) ليجاور الضريح طمعا في الولد، وتلجأ الأم لكودية الزار زوبه (عفاف مصطفي) والتي تناول مديحة منقوعًا، سبب وفاتها، وطلعت (أحمد بدير) صاحب السيرك، الذي يكتشف أن إبنته الوحيدة نعمات (سمية الخشاب) قد حملت من لاعب الخناجر سيد (محمد لطفي) اليتيم الذي رباه وآواه، ولم يحفظ الجميل، وأراد أن يجبره على الزواج من إبنته طمعًا في السيطرة على السيرك، فيقوم طلعت بتزويجه من مديحة، ثم يجبره على طلاقها ويطرده من السيرك.
وهدان (أحمد رزق) صعلوك متحرش نصف مجنون، بسبب عهر أمه (صفية العمرى) التي كانت تُمارس الدعارة في شبابها بالموالد أمام إبنها الصغير وهدان، فشب يتمنى التخلص من عارها بقتلها مرات، ويخاف أن تكون قد ماتت في إحدى المرات، فقد كانت هاجسه الذي يراه في كل امرأة عاهرة يقابلها، حتى عثر على بائعة الذرة وفية (نسرين أمين) التي لجأت لبيع جسدها لتربى رضيعها، وعرض عليها وهدان الزواج وهو يراها في صورة أمه، والحاج فضل (سيد رجب) صاحب أرض المولد واللوكاندة التي يديرها ابن أخيه القواد منصور (وائل نور) ويستغلها في إيواء راغبى المتعة الحرام، ويبيع فضل الأرض لشركة إستثمارية، وتسرق منه النقود وتتبعثر من السارق أمام الضريح، ويتعرف منصور على نور (أيتن عامر) الجميلة ويتزوجها بعقد وهمى، ليكتشف إنها شمس المنقبة ابنة بائع الشاى العاجز سالم (سامى مغاورى) والذي أجبرها على إرتداء النقاب حتى لايستغل الطامعين عجزه، وسعيد (أحمد صيام) الكمنجاتى المنكسر والذي يربي حبيبه (ياسمين رحمى) ابنة طليقته ساميه (سلوى محمد على) وهو يعلم إنها ابنة غير شرعية من علاقة سابقة، ويرضخ لطلبات المنشد الدينى أبو قمر (عمرو عبد الجليل) ليفوز بالعمل بفرقته، بينما كان أبو قمر المنشد الدينى بشخصية جنسية متدنية عاهرة، من خيانة زوجية وزواج مسيار، لتدخين الحشيش وإزلال من حوله، ويطمع بزواجه من حبيبة التي يكتشف إنها إبنته الغير شرعية من علاقته السابقة بأمها سامية.

## طاقم التمثيل
| - عمرو عبد الجليل - أحمد رزق - زينة - سمية الخشاب - وفاء عامر - محمد لطفي - علاء مرسي | - أحمد وفيق - سلوي محمد علي - نسرين أمين - شيرين الطحان - سميحة أيوب - أحمد بدير - أيتن عامر | - سيد رجب - صبري فواز - سليمان عيد - أحمد صيام - وائل نور - سامي مغاوري - صفية العمري | - محمد أبو الوفا - محمود الليثي - ياسمين رحمي - جلال الزكي - علاء عوض - محمد أحمد ماهر |

## وصلات خارجية
- مقالات تستعمل روابط فنية بلا صلة مع ويكي بيانات